# Krajinská lékárna
Krajinská lékárna je historický dům na Horním náměstí v Olomouci. Po staletí sloužil jako lékárna a je veden jako nemovitá kulturní památka České republiky.

## Historie

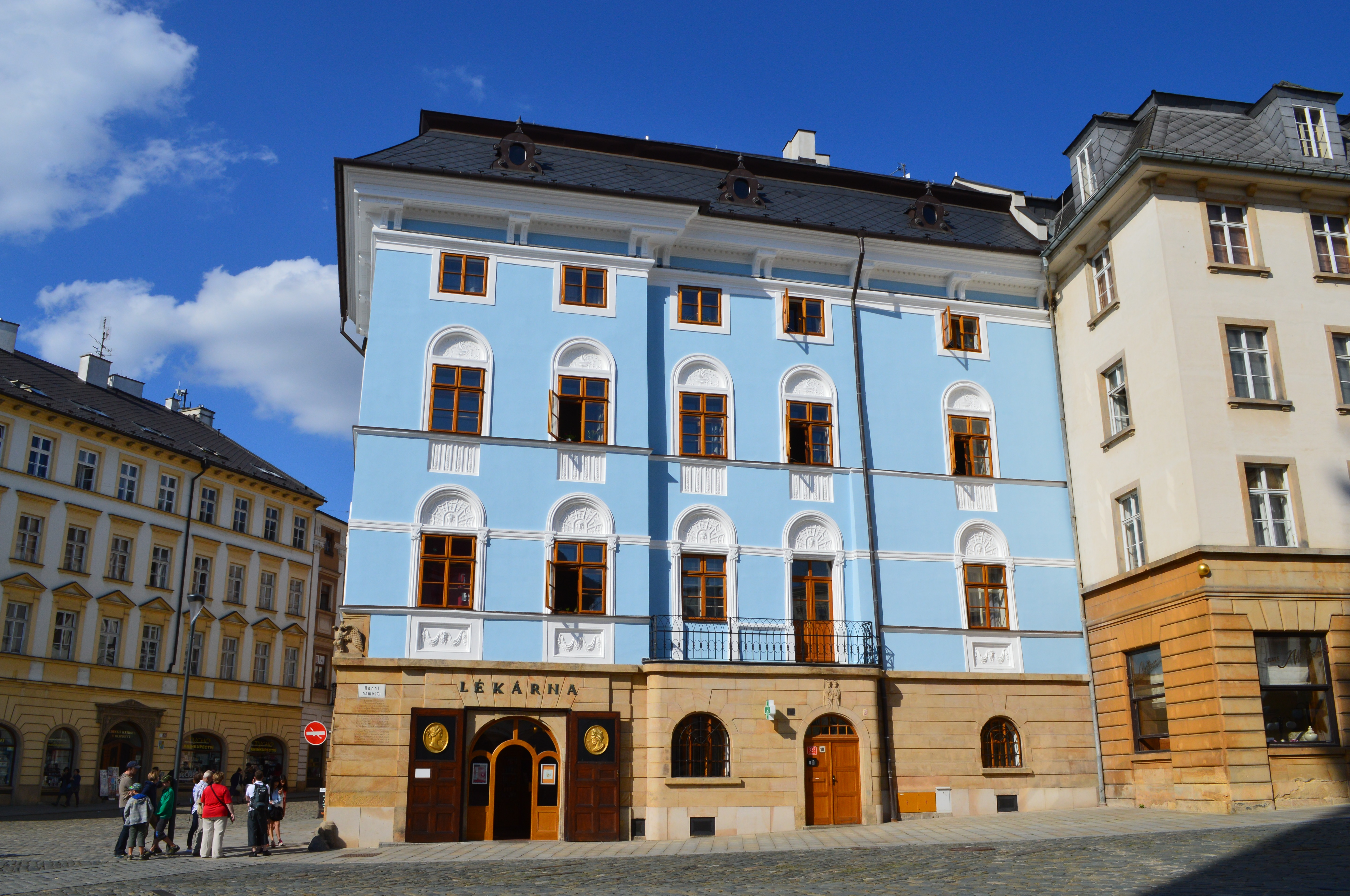
Krajinská lékárna v době provozu (foto: červenec 2015)

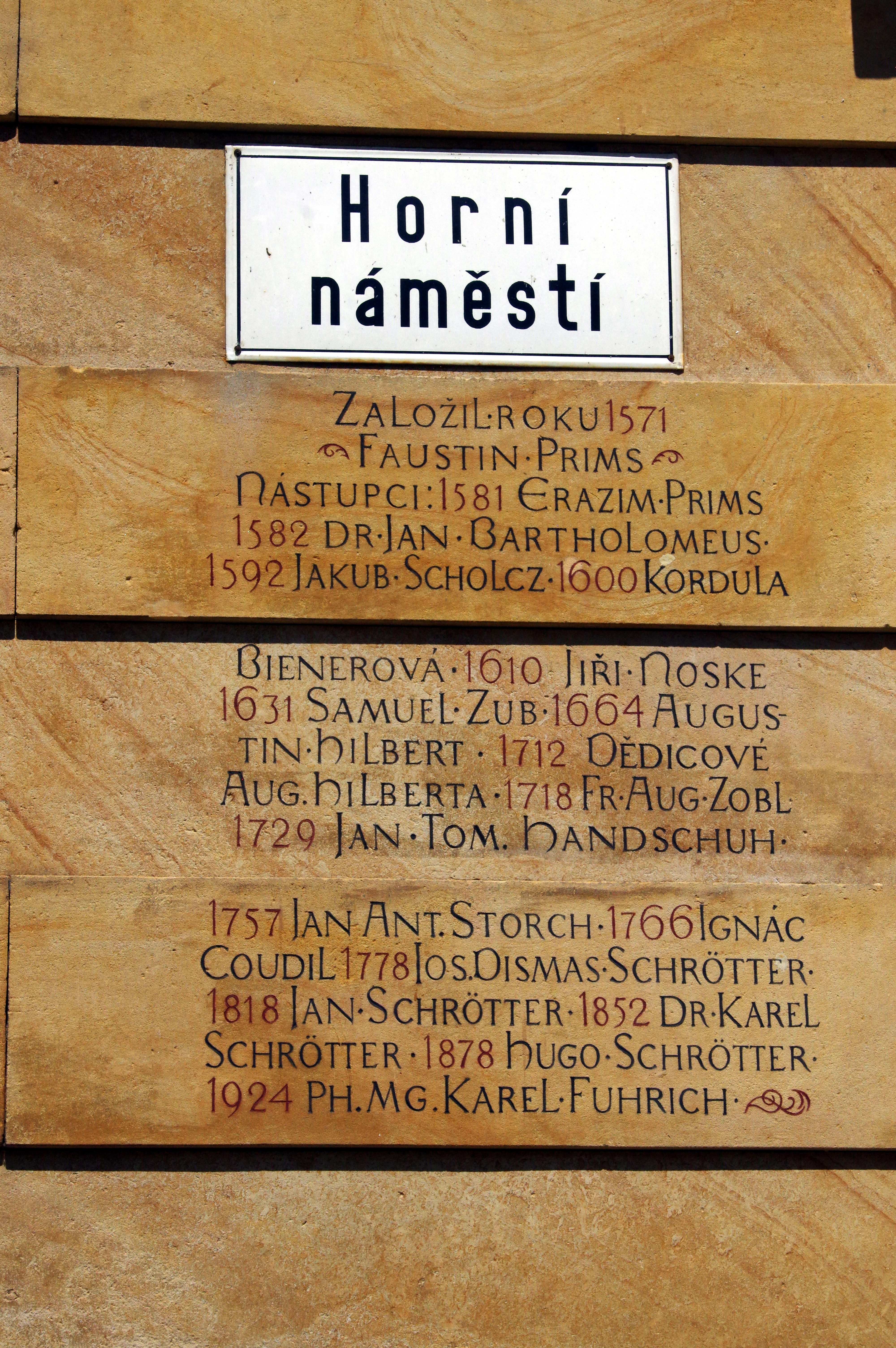
Jména majitelů lékárny na jejím pískovcovém obložení

Dům patří v Olomouci mezi ty historicky nejpamátnější, dříve byla před ním a sousedním domem rybí tržnice a narodil se zde např. biskup Marek Khuen. Lékárna v něm byla také provozována nejpozději již na počátku 15. století, ačkoli až k roku 1571 se uvádí lékárník Faustin Prims. V průběhu času se zde vystřídala řada majitelů, nejvýznamnější z nich byla zřejmě rodina Schrötterů. Byl tak rodným domem např. pozdějšího olomouckého starosty Karla Schröttera nebo chemika Antona Schröttera, objevitele červeného fosforu. Ovšem až ke konci 18. století se začal nazývat Krajinská lékárna U černého orla (Landschafts Apotheke Zum schwarzen Adler).
V poválečném období byla lékárna znárodněna a začleněna nakonec do Okresního ústavu národního zdraví. Až po roce 1993 je opět pod původním názvem Krajinská lékárna provozována samostatně. V podkroví lékárny se dochovalo obsáhlé herbárium z druhé poloviny 18. století.
Koncem léta 2020 odešel stávající provozovatel do penze a lékárna byla uzavřena. Od 20. května 2024 se v jejích prostorách nachází prodejna zdravotnických potřeb.

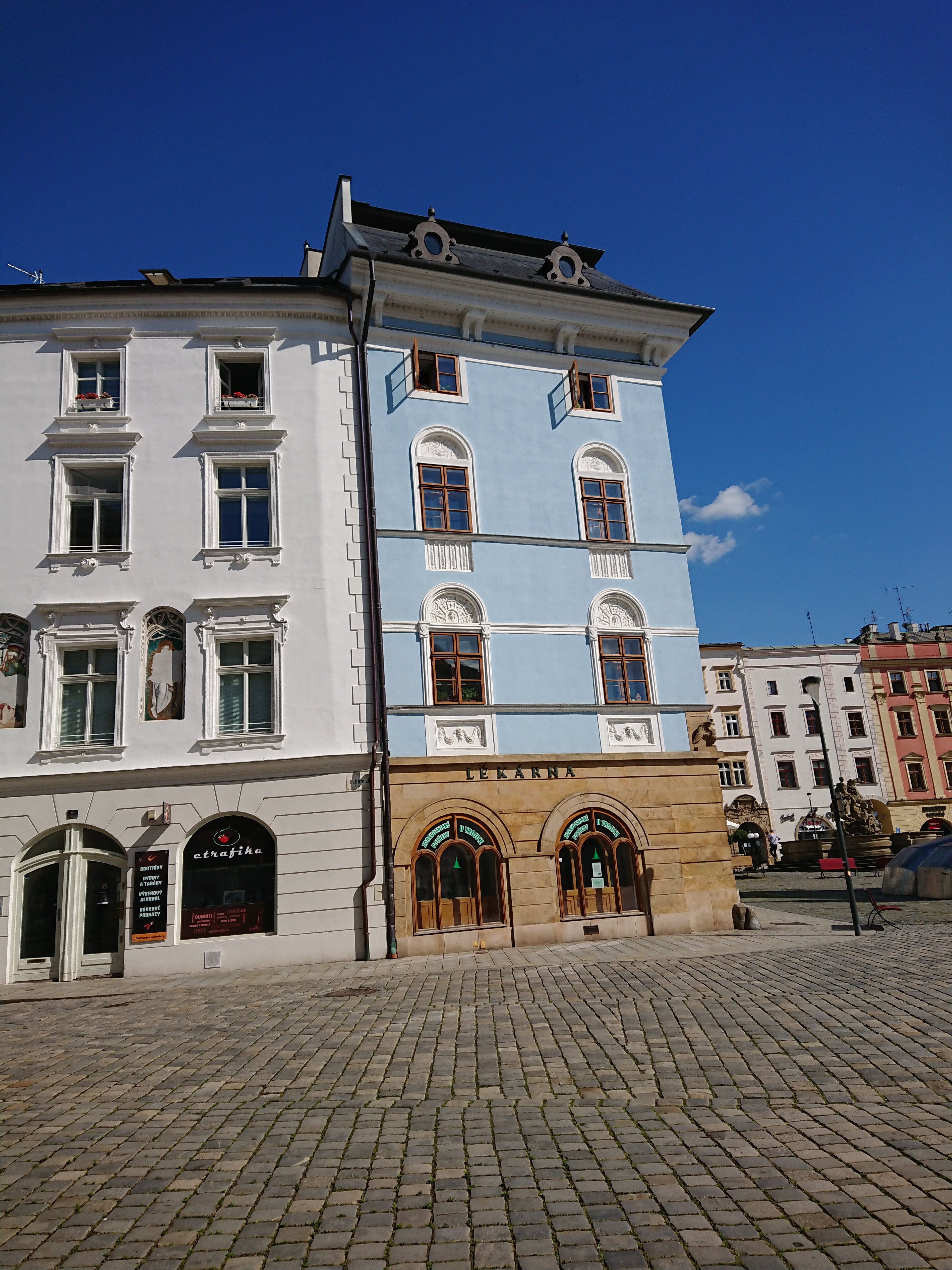
Krajinská lékárna 23.6.2024

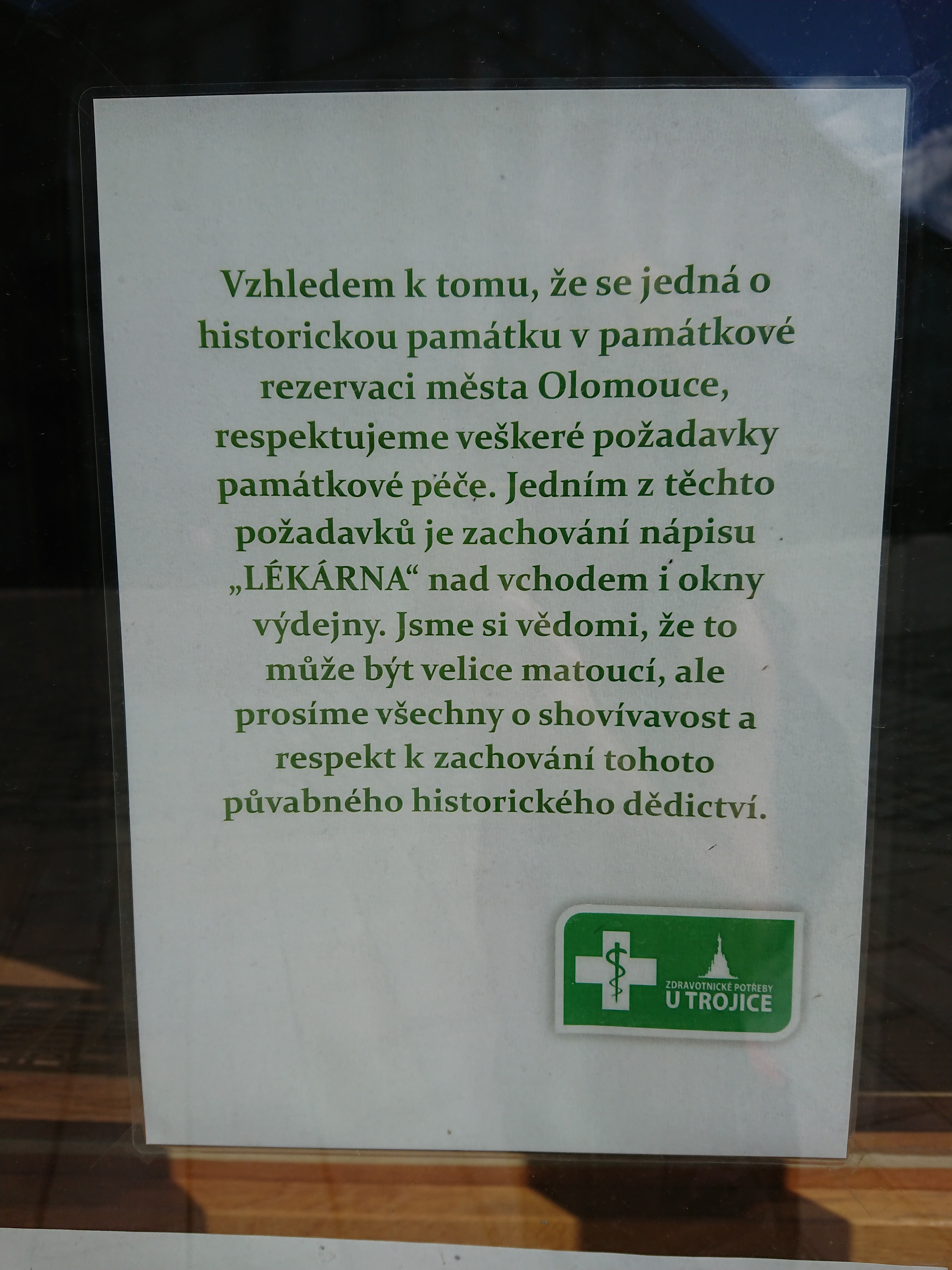
vysvětlení zachování nápisu LÉKÁRNA na budově Krajinské lékárny

## Popis
Třípatrový nárožní dům s mansardovou střechou nese doklady delšího stavebního vývoje: má gotické jádro a stále jsou znatelné i pozůstatky renesančních a barokních úprav, ovšem jeho současná podoba je dána poslední klasicistní až empírovou přestavbou z roku 1818. Dům byl zvýšen o jedno patro, dostal novou mansardovou střechu a mělký balkon v prvním patře. Fasáda byla  již jen mírně pozměněna úpravami v roce 1929.  Na nároží domu je reliéf šachované orlice s reliéfem Madony s dítětem z roku 1929 od Václava Janouška. Reliéfní postavy patronů lékárníků sv. Kosmy a Damiána nad bočním vchodem vytvořil Julius Pelikán. Do horní části  vnitřní strany hlavních dveří jsou vsazeny litinové medailony  s reliéfními podobiznami řeckého boha  Asklépia a jeho dcery Hygieie. 
Hlavní strana domu se dvěma vstupy na náměstí má pět okenních os, zatímco boční strana směrem do Ostružnické ulice je jen dvouosá. Přízemí je kamenné a horizontálně bosované, fasáda je naopak jednoduchá a hladká, okna jsou zdobena šambránami a kazetami se štukovým dekorem. V interiéru se zachovaly pozdně gotické niky s nástěnnými malbami.